# はっぴぃ夏祭り
「はっぴぃ夏祭り」（はっぴぃなつまつり）は、日本のダンスパフォーマンスユニットTEMPURA KIDZの楽曲で、2ndシングル。2013年7月10日にSMEレコーズから発売。表題曲のミュージック・ビデオを収録したDVDが付属する期間生産限定版と、通常版の2種類でリリースされた。

## 収録曲
1. はっぴぃ夏祭り
作詞・作曲：安永龍平、編曲：nishi-ken
テレビ東京系アニメ『超速変形ジャイロゼッター』第3期エンディングテーマ
2. どんなときも。
作詞・作曲：槇原敬之、編曲：RAM RIDER
槇原敬之のカバー。ピザハットのTVCMソングに採用された。
3. はっぴぃ夏祭り –TV edit-